# Boomerang (Canadá)
Boomerang es un canal de televisión por suscripción en inglés canadiense y basado en la cadena estadounidense del mismo nombre. Se lanzó el 4 de julio de 2012 como Cartoon Network.
En febrero de 2023, Corus anunció que el 27 de marzo de 2023 la cadena Teletoon será relanzado como un nuevo Cartoon Network, mientras que la actual cadena Cartoon Network será relanzado como Boomerang.

## Historia

### Como Cartoon Network
Tras obtener una licencia de la CRTC en noviembre de 2011 para el servicio Teletoon Kapow, Teletoon Canada (una empresa conjunta de Astral Media y Corus Entertainment) anunció en febrero de 2012 el lanzamiento de Cartoon Network y el bloque de programación Adult Swim en Canadá. El canal se lanzó el 4 de julio de 2012. En preparación, se introdujeron bloques de programación en Teletoon y Teletoon Retro.
El 4 de marzo de 2013, Corus Entertainment anunció que adquiriría la participación del 50% de Astral Media en Teletoon Canada Inc., como parte de la adquisición pendiente de Astral por Bell Media (que anteriormente había sido rechazada por la CRTC en octubre de 2012, pero que fue reestructurada para permitir la venta de ciertas propiedades de Astral Media con el fin de permitir la compra para superar los obstáculos regulatorios).
La compra de Corus Entertainment fue aprobada por la Oficina de Competencia dos semanas después, el 18 de marzo. El 20 de diciembre de 2013, la CRTC aprobó la propiedad total de Teletoon Canada por parte de Corus y fue comprada por Corus el 1 de enero de 2014. El canal sigue siendo propiedad de Teletoon Canada, ahora propiedad de Corus Entertainment bajo su división Corus Kids.
En agosto de 2015, fuentes internas de Corus informaron que Cartoon Network se trasladaría a las asignaciones de canales de Teletoon Retro, que se cerró el 1 de septiembre de 2015. Se afirmó que este cambio permitiría que el canal tuviera una distribución más amplia, ya que Teletoon Retro fue llevado por más proveedores que Cartoon Network, específicamente Shaw Cable, Shaw Direct y Rogers Cable .  Legalmente, a partir del 1 de septiembre de 2015, Cartoon Network ahora opera bajo los auspicios de la licencia de Categoría B que se asignó originalmente para Teletoon Retro. La licencia original de Cartoon Network fue suspendida y devuelta a la CRTC el 2 de octubre de 2015.
El 4 de marzo de 2019, el bloque de Adult Swim en horario estelar se suspendió en el canal, debido al relanzamiento planificado de Action como un canal de la marca Adult Swim el 1 de abril.

### Como Boomerang
En febrero de 2023, Corus anunció que el 27 de marzo de 2023 la cadena Teletoon seria relanzado como un nuevo Cartoon Network, mientras que la antigua cadena Cartoon Network seria relanzada como Boomerang. 